# Edwin Augustus Stevens

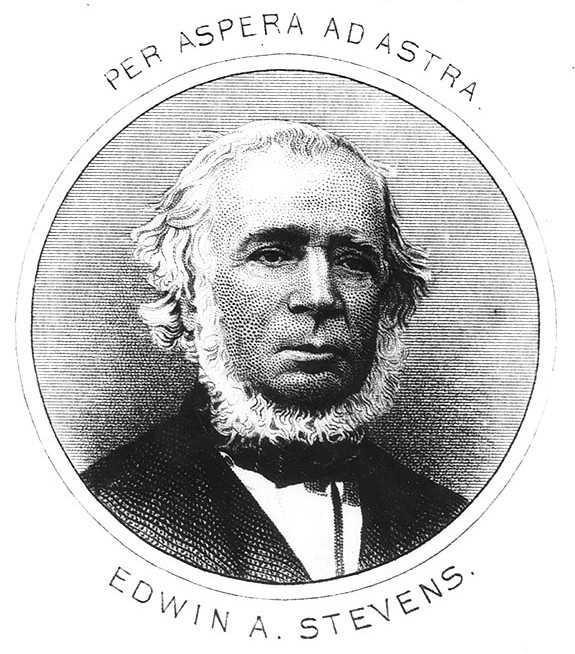
Edwin Augustus Stevens, Gravur, veröffentlicht in
The Stevens Ironclad Battery

Edwin Augustus Stevens (* 28. Juli 1795 in New Castle Point, Hoboken, New Jersey; † 8. August 1868 in Paris) war ein amerikanischer Ingenieur, Erfinder und Unternehmer. Gemeinsam mit seinem Bruder Robert Livingston Stevens konstruierte er 1844 das erste Panzerschiff für die United States Navy. Testamentarisch verfügte Stevens, dass aus seinem Nachlass das Stevens Institute of Technology gegründet wird, die heute viertälteste technische Universität in Amerika. Stevens war zudem Commodore des New York Yacht Clubs (NYYC).

## Familie
Edwin Augustus Stevens stammte aus der einflussreichen Stevens-Familie und kam im Jahr 1795 in Castle Point, Hoboken, zur Welt. Er war einer der bedeutendsten Erfinder der Familie, die der Sachbuchautor Oliver E. Allen 1987 als „The First Family Of Inventors“ charakterisierte. Über mehrere Generationen entwickelten die Stevens in New Jersey Dampfschiffe, Eisenbahnen, Kriegsschiffe und eine Vielzahl weiterer Technologien.

### Vorfahren

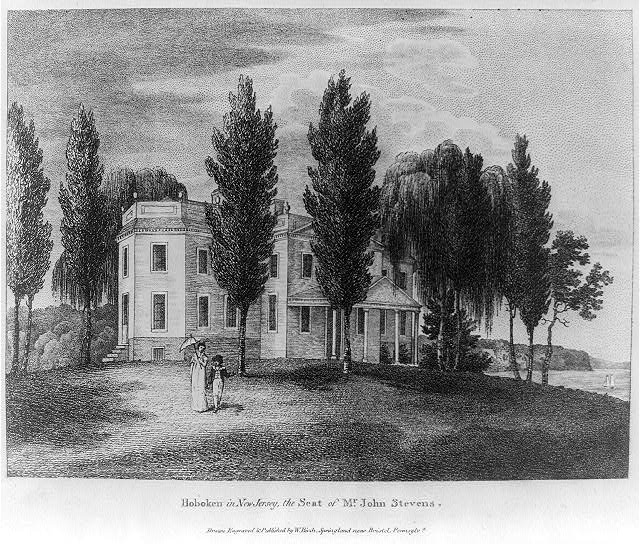
Elterliches Anwesen von 1808 in Castle Point, Hoboken, heute Sitz des Stevens Institute of Technology.

Sein Urgroßvater John Stevens (1682–1737) war im Alter von 17 Jahren in die Staaten eingewandert und Hafenkollektor in Perth Amboy, New Jersey. Er erwarb Land und gehörte zu den dreizehn Unterzeichnern, die den Mohawk-Indianern im Jahr 1704 im sogenannten Kayaderosseras Tract für eine minimale Entschädigung 700.000 Hektar Land am Lake George im heutigen Fulton County abkauften. Der Großvater, gleichfalls namens John Stevens (1716–1792), gehörte als Delegierter für den Bundesstaat New Jersey dem Kontinentalkongress an. Sein Vater, der dritte John Stevens (1749–1838), war Veteran im Revolutionskrieg, Ingenieur und Pionier der Dampfschifffahrt. Seine Mutter Rachel Cox (1761–1839) stammte aus New Brunswick und war Nachfahrin der Langeveldts (Longfields), die im 17. Jahrhundert New Brunswick, ursprünglich Gebiet der Lenni Lenape, besiedelt hatten.
Edwin Augustus’ Eltern kauften die Ländereien, die den Ursprung des heutigen Hoboken in New Jersey bilden. In Castle Point am Hudson River bauten sie 1808 das schlossähnliche Wohnhaus, aus dem das nach Edwin Augustus benannte Stevens Institute of Technology hervorgehen sollte und in dem Edwin Augustus Stevens aufwuchs.

### Geschwister, Ehefrauen und Kinder

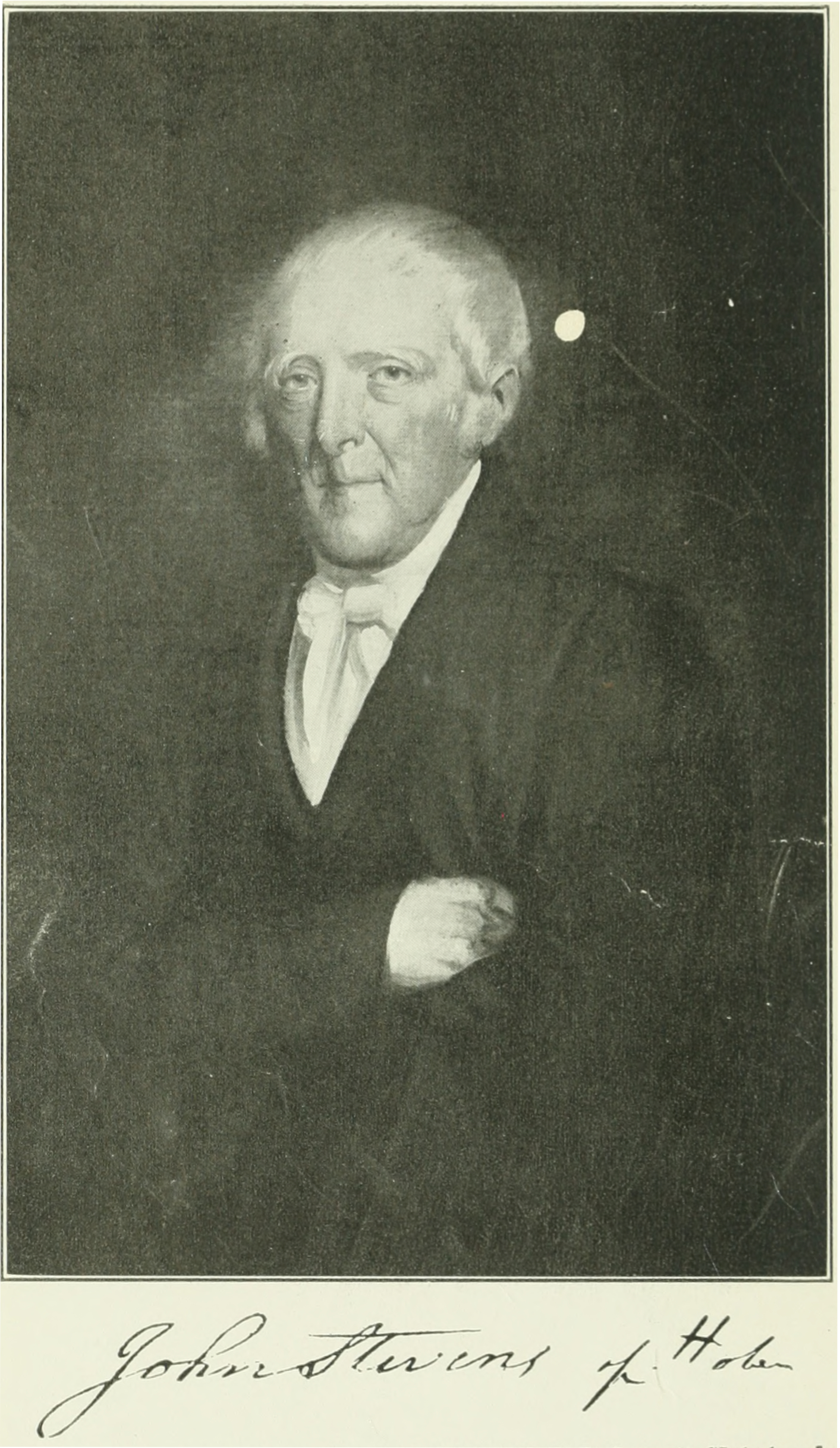
Der Vater John Stevens

Edwin Augustus Stevens war das sechste Kind. Unter seinen zehn Geschwistern waren der Geschäftsmann John Cox Stevens, ältester Bruder und federführender Mitbegründer des New York Yacht Clubs. Sein Bruder Robert Livington Stevens arbeitete als Geschäftsmann, war Präsident der United New Jersey Railroad and Canal Company und wie der Vater Ingenieur und Konstrukteur.
Edwin Augustus Stevens heiratete 1836 Mary Barton Picton, Tochter von Reverend Thomas Picton aus Princeton (New Jersey). Aus der Ehe ging eine Tochter, Mary Picton Stevens (* 19. Mai 1840; † 21. September 1903), hervor, die den Politiker Muscoe Russell Hunter Garnett aus Virginia und später Edward Parke Custis Lewis, Botschafter in Portugal, heiratete.
Nach dem Tod seiner Frau Mary im Jahr 1854 ging Edwin Augustus Stevens mit Martha Bayard Dod (* 15. Mai 1831; † 1. April 1899) eine neue Ehe ein. Martha war die Tochter von
Albert Baldwin Dod (1805–1845), Mathematikprofessor an der Princeton University, und von Caroline Smith Bayard, Tochter von Samuel Bayard (1766–1840) und Enkeltochter des Kontinentalkongressabgeordneten John Bubenheim Bayard (1738–1808).
Aus dieser Ehe gingen sechs Kinder hervor: John Stevens (* Juli 1856), Großvater von Millicent Fenwick, republikanische Politikerin, Bürgerrechtlerin und Publizistin; Edwin Augustus Stevens Jr. (* 14. März 1858), Marineingenieur und Mitbegründer von Cox & Stevens; Caroline Bayard Stevens (* 21. November 1859), die Archibald Alexander und dann H. Otto Wittpenn, Bürgermeister von Jersey City, heiratete; Robert Livingston Stevens (* 26. August 1864); Charles Albert Stevens (* 14. Dezember 1865); und Richard Stevens (* Mai 1868).

## Werdegang und Erfindungen
Der Vater führte Edwin Augustus Stevens bereits früh in die Familiengeschäfte ein. Bereits 1821 übernahm er im Alter von 26 Jahren die volle Verantwortung für die Familienländereien in Hoboken und weitere Liegenschaften.

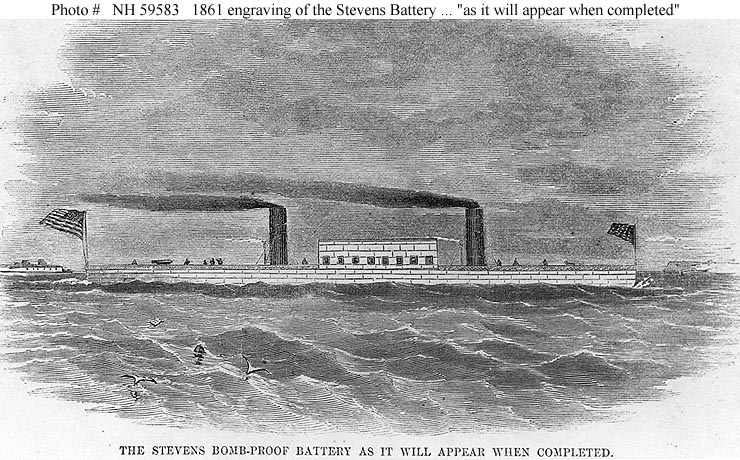
Stevens Battery, geplantes Aussehen 1861

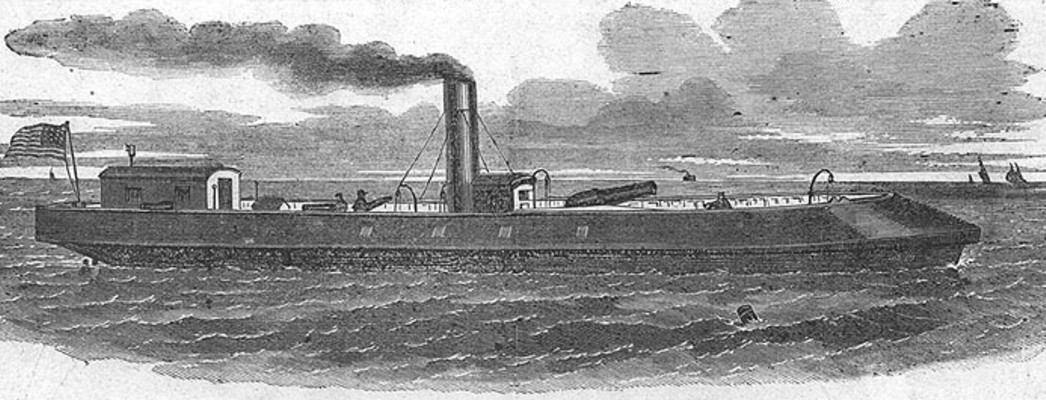
USS Naugatuck (1862)

1821 entwickelte er den Stevens-Pflug, einen gusseisernen Pflug mit einem gewölbten Abdeckflügel. Der Pflug fand auf den Farmen New Jerseys große Verbreitung. Unter seinen zahlreichen technischen Erfindungen befand sich ferner ein zweispänniger Pferde-Kippwagen (twohorse dump wagon) für New York City; ein geschlossenes Feuerraumsystem (closed fireroom system) für das Kesselgebläse der familiären Dampfschiffflotte; und der Verbindungs-Waggon (vestibule car) für die United New Jersey Railroad and Canal Company (Camden and Amboy Railroad), der sein Bruder Robert Livington vorstand. Mit der Gründung der Eisenbahnlinie realisierten die beiden Brüder die 1810 von ihrem Vater begonnenen Planungen, die familiäre Fährstation in Trenton durch eine private, kommerziell erfolgreiche Eisenbahnlinie mit Philadelphia zu verbinden.
Nach dem Tod des Vaters im Jahr 1838 arbeiteten Edwin Augustus und sein Bruder Robert für eine Kommission der US-Regierung mit der Aufgabe, das erste gepanzerte Schiff für die United States Navy zu konstruieren. Für den Bau ließen sie auf dem Familiengelände in Hoboken ein großes Trockendock ausheben. Nach der Durchführung verschiedener Tests, die den Umfang der zur Selbstverteidigung nötigen Panzerung ermitteln sollten, bauten die beiden Brüder ein gewaltiges Schiff, das als Stevens Battery in die Geschichte einging. Auch wenn das Schiff wegen mangelnder Finanzierung nicht vollständig fertiggestellt wurde, bildete es die Basis für die Entwicklung der modernen Panzerkriegsschiffe. Eine kleinere Version, die USS Naugatuck von 1844, hatte kleinere Einsätze im Sezessionskrieg. Nach dem amerikanischen Bürgerkrieg wurden beide Schiffe verschrottet; Verhandlungen, die Stevens Battery an Preußen zu verkaufen, waren zuvor gescheitert.

## Commodore des New York Yacht Club

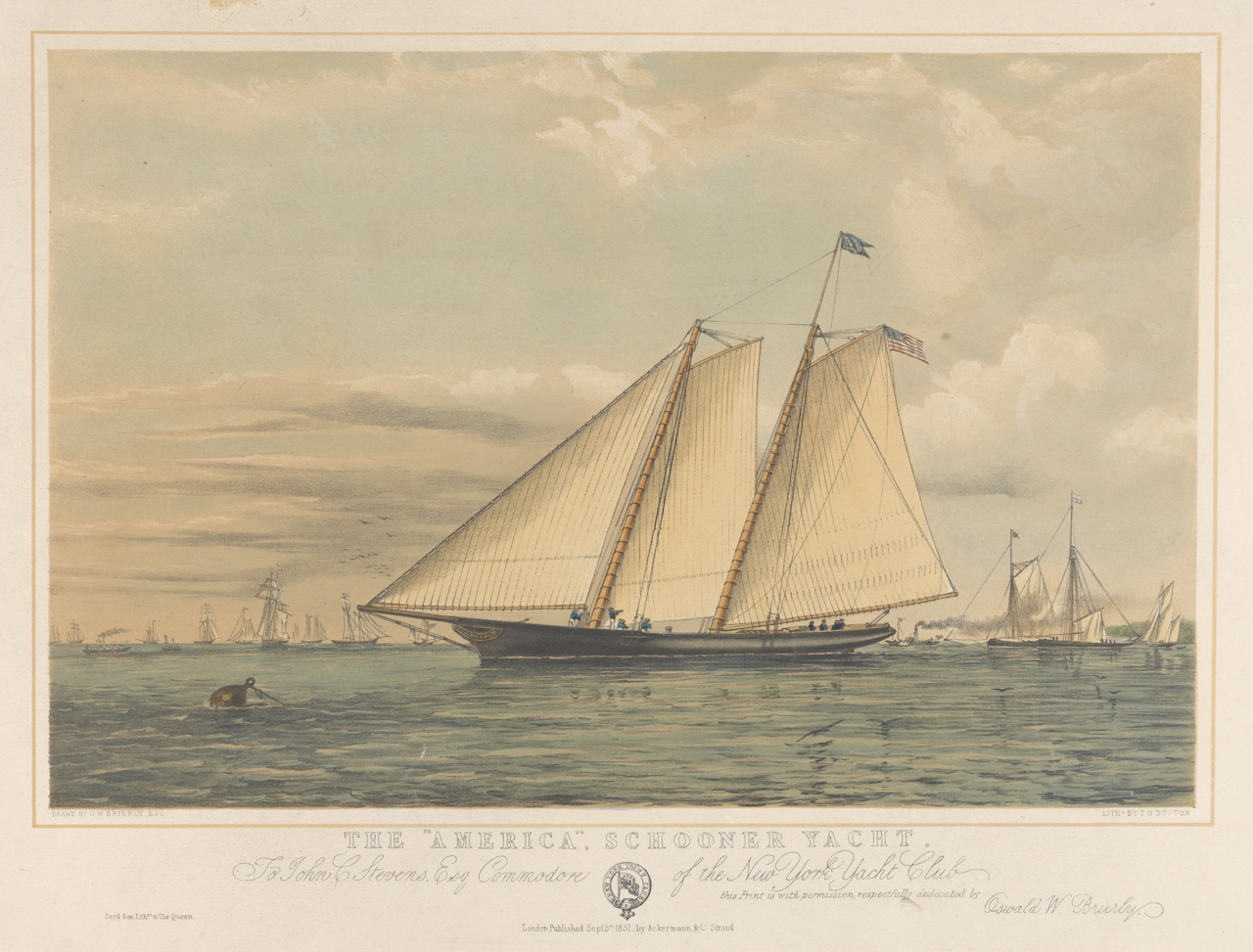
Yacht America (Lithografie)

Edwin Augustus Stevens gehörte dem Finanzkonsortium des New York Yacht Clubs (NYYC) an, das die Yacht America baute. Der ausschließliche Zweck war die Teilnahme an der Wettfahrt um den One Hundred Sovereigns Cup rund um die Isle of Wight. Die Wettfahrt wurde vom Royal Yacht Squadron (RYS) als Fleet Race durchgeführt und von 18 gemeldeten britischen Yachten gingen 15 an den Start. Der in der Segelanweisung festgelegte traditionelle Kurs wurde The Queen's Course genannt, zu Ehren von Königin Victoria. Den One Hundred Sovereigns Cup gewann die America – mit Edwin Augustus Stevens und seinem Bruder John Cox an Bord – am 22. August 1851 nach 53 Seemeilen um 20:37 Uhr Ortszeit mit 20 Minuten Vorsprung vor den 14 britischen Teilnehmern (Aurora, Arrow, Alarm und andere). Bei der Rückkehr nach New York stiftete John Cox Stevens den gewonnenen One Hundred Sovereigns Cup dem New York Yacht Club und begründete mit diesem Preis den America’s Cup, die älteste noch heute ausgetragene Segelregatta. Die erste Regatta fand 1870 vor New York zwischen den Yachten Magic (USA) und Gambria (Großbritannien) statt (Sieger: Magic).
Sein älterer Bruder John Cox Stevens war federführend bei der Gründung des NYYC am 30. Juli 1844 und erster Commodore des Clubs, der zu den weltweit bedeutendsten und einflussreichsten Vereinen im Segelsport zählt und der den America’s Cup 132 Jahre lang bis 1983 hielt – die längste Siegesserie in der Sportgeschichte.
In den 1860er Jahren wurde Edwin Augustus Stevens Commodore des NYYC. Er war der letzte Vertreter der „alten Garde“ in dieser Funktion. Als eine neue Generation an Einfluss gewann und große Schoner bauen und von Profis steuern ließ, wollte er diesen Weg nicht mitgehen und trat 1866 als Commodore zurück.
Edwin Augustus Stevens verstarb im August 1868 in Paris.

## Nachlass für die technische Universität
In seinem letzten Willen verfügte Edwin Augustus Stevens, dass aus seinem Nachlass seine Ländereien in New Castle Point sowie $ 150.000 zum Bau und $ 500.000 zur Ausstattung eines Instituts des Lernens (institution of learning) verwendet werden sollen. Aufgrund der engen Verbundenheit der Stevens-Familie mit den Ingenieurwissenschaften beschlossen die Nachlassverwalter, die Mittel für ein technisches Institut, das heutige und nach ihm benannte Stevens Institute of Technology, einzusetzen. Das private und 1870 gegründete Stevens Institute of Technology ist die viertälteste technische Universität in Amerika.
Das Gebäude der School of Engineering and Science, eine der vier Fakultäten auf dem Campus, trägt zudem den Namen The Edwin A. Stevens Hall. In dem Gebäude befindet sich das renommierte Debaun Auditorium, das über 100 Jahre alt ist und im Originalzustand restauriert wurde.